# Eiben

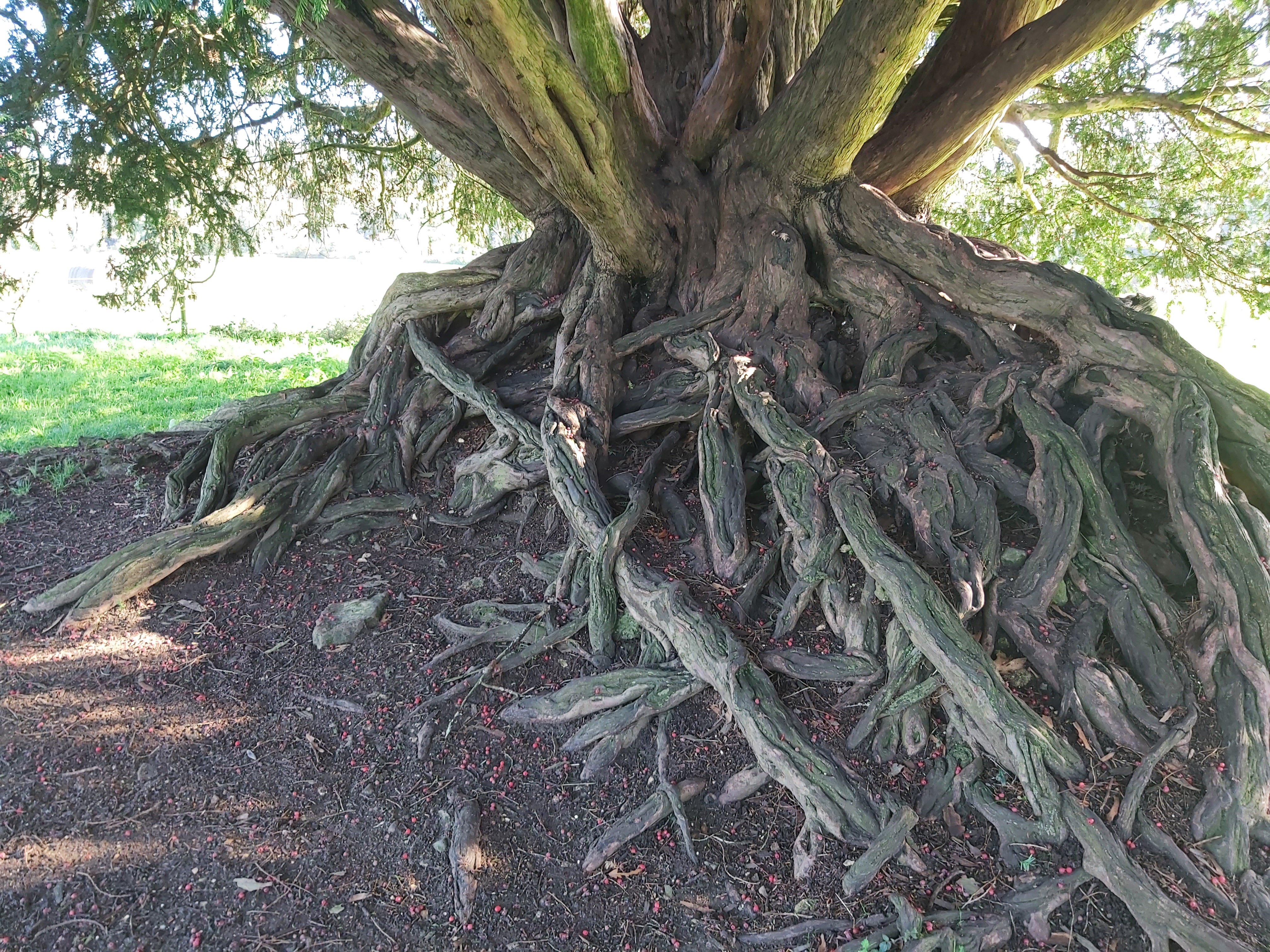
Wurzeln einer Eibe beim Waverley Kloster

Die Eiben (Taxus) bilden eine Pflanzengattung in der Familie der Eibengewächse (Taxaceae). Die zehn bis elf Arten sind hauptsächlich in den gemäßigten Gebieten der Nordhalbkugel verbreitet; in Europa ist die Europäische Eibe (Taxus baccata) als einzige Art heimisch.
Die Eibe ist ein Baum, dem oft ein hohes Alter zugeschrieben wird, ohne dass es dafür Beweise gibt. Da die ältesten bekannten Eiben den größten Teil ihres Kernholzes durch Fäulnis verloren haben, ist eine Altersschätzung anhand von Baumringen meist nicht möglich. Es ist jedoch wahrscheinlich, dass auf den Britischen Inseln Eiben (englisch Yew tree) vorkommen, die 2000 Jahre oder älter sind.
1994 war die Eibe Baum des Jahres.

## Beschreibung

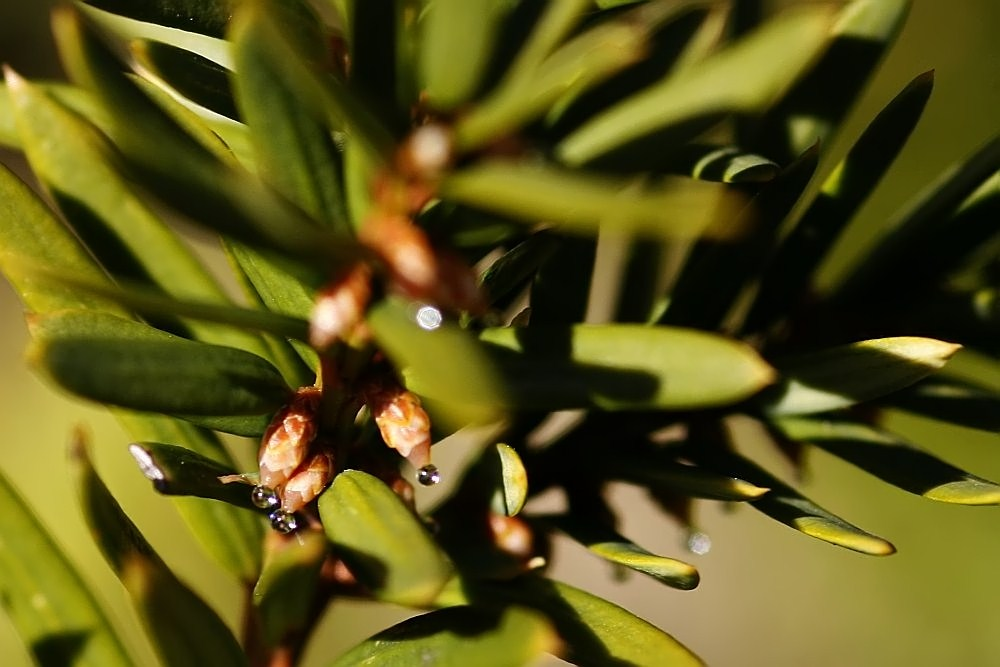
Weibliche Eibenblüten mit Bestäubungstropfen

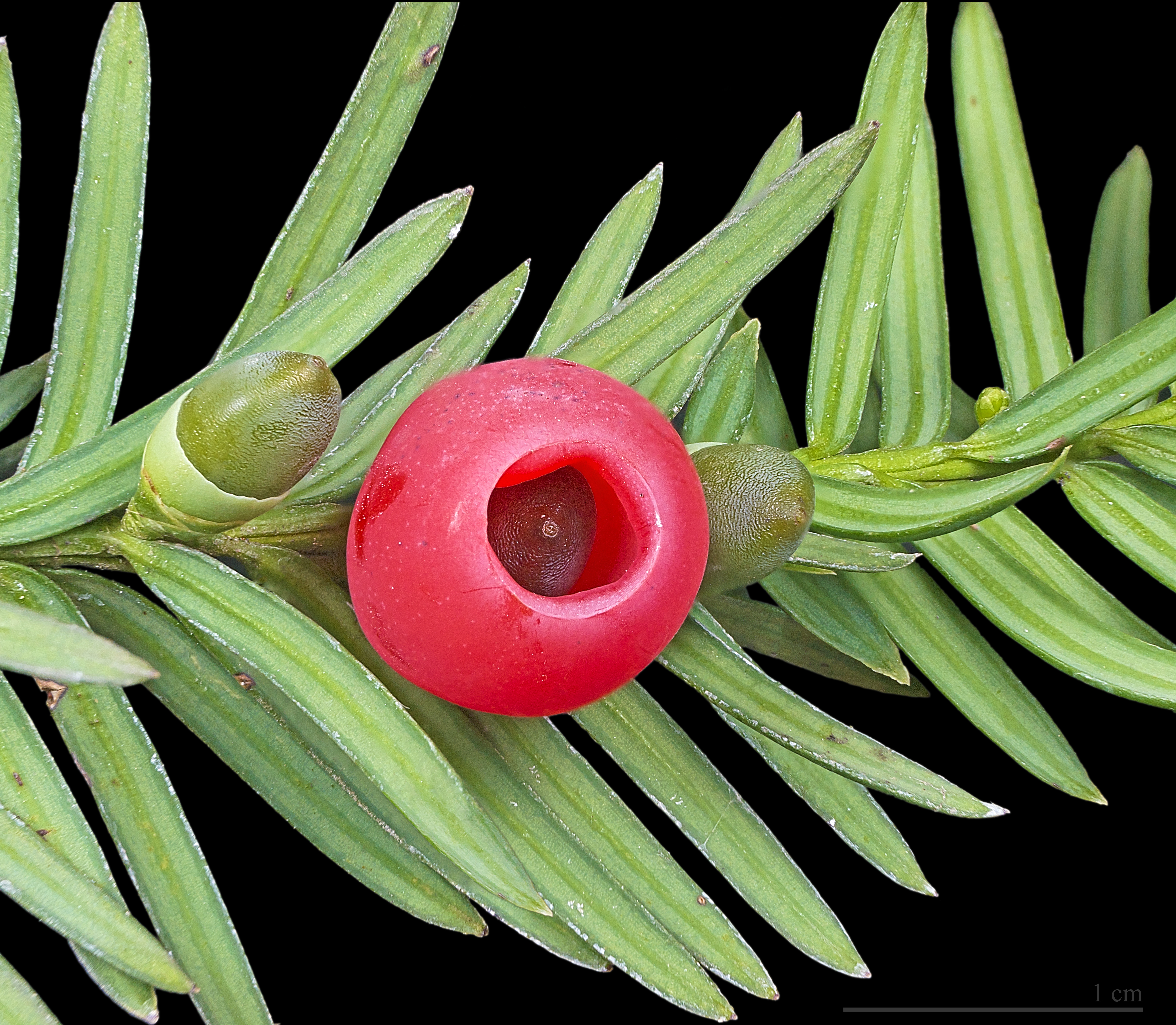
Der rote Samenmantel umhüllt den Samen becherförmig, hier bei der Europäischen Eibe (Taxus baccata)

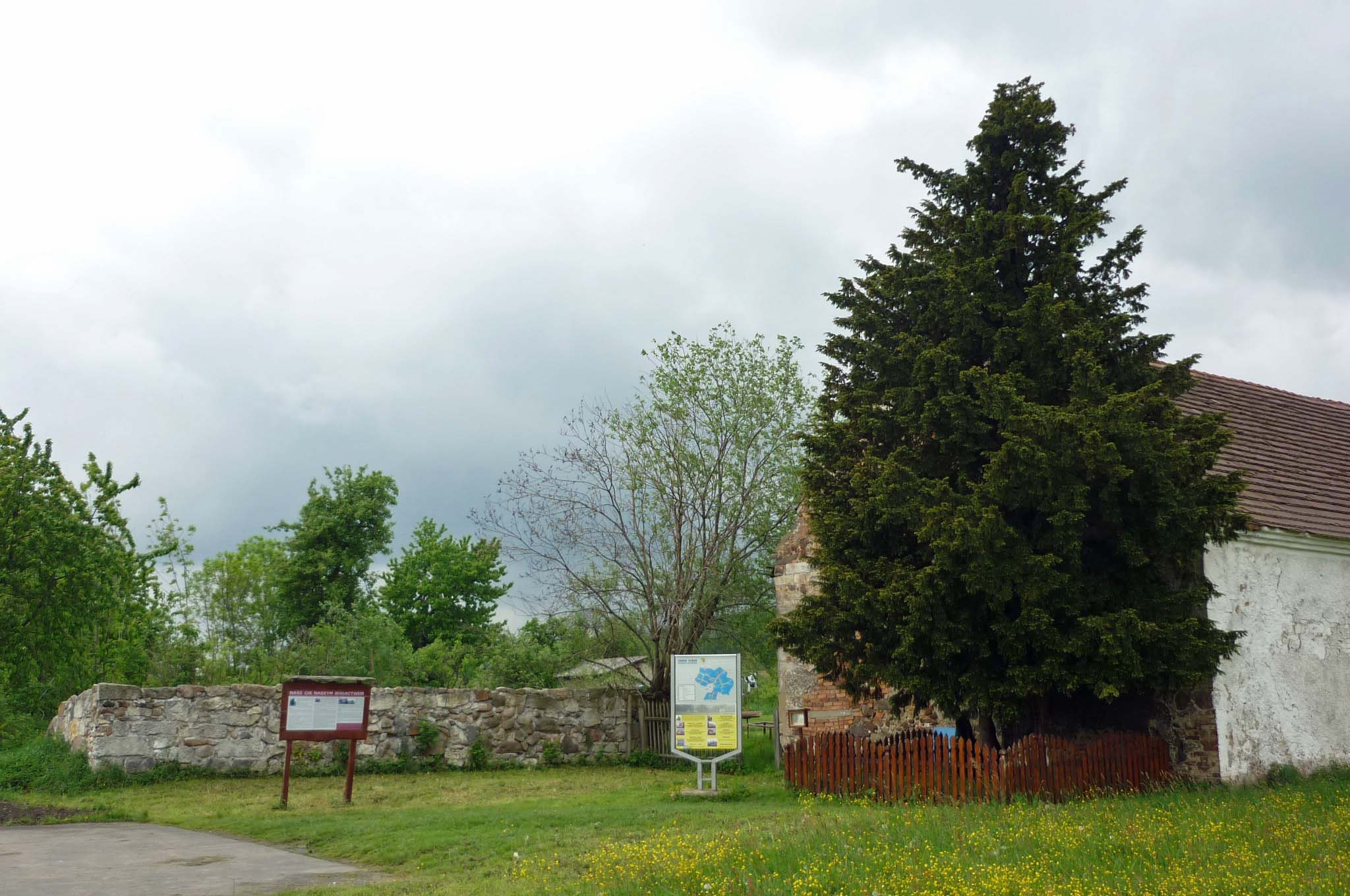
Die Europäische Eibe von Hennersdorf wurde auf etwa 1400 Jahre geschätzt und galt bis 1945 als ältester Baum Deutschlands

### Vegetative Merkmale
Eiben-Arten sind immergrüne Sträucher oder kleine bis mittelgroße Bäume. Junge Zweige besitzen anfangs eine grüne bis gelblich-grüne Rinde; an ihrem unteren Bereich kann man einige Knospenschuppen beobachten. Später wird die Rinde rötlich-braun, an älteren Ästen entwickelt sich eine schuppige, rötlich-braune Borke.
Die Nadeln sind spiralig am Zweig angeordnet, sind aber gescheitelt, so dass sie zweireihig angeordnet zu sein scheinen. Die linealischen, biegsamen Nadeln können gerade oder gebogen sein. Sie enden in einer kleinen aufgesetzten, aber nicht stechenden Spitze. Auf der Oberseite der Nadeln tritt die Mittelader hervor, auf der Unterseite befinden sich zwei helle Streifen mit den Stomata.
Der Stamm ist häufig als Komplexstamm ausgebildet mit sehr tiefreichenden Wurzeln, die sich sogar an Felsen klammern können.

### Generative Merkmale
Eiben-Arten sind meist zweihäusig getrenntgeschlechtig (diözisch): Männliche und weibliche Blüten stehen auf separaten Pflanzenexemplaren, gelegentlich sind sie einhäusig getrenntgeschlechtig (monözisch). Die männlichen Zapfen sind kugelig und gelblich. Sie weisen vier bis 16 Sporophyllen auf, die jeweils zwei bis neun Sporangien besitzen.
Die Samen reifen im Jahr der Befruchtung. Weibliche Pflanzen tragen im Herbst rote „Früchte“, die in der Mitte einen einzelnen Samen enthalten. Das den Samen umgebende rote, fleischige Gewebe – der Samenmantel (Arillus) – entwickelt sich nicht aus der Samenschale (Testa), sondern aus dem Stielbereich der Samenanlage (Funiculus). Der becherförmige Arillus weist je nach Art unterschiedliche Rottöne auf. Man spricht in diesem Fall nicht von einer Frucht (im botanischen Sinne), sondern von einem Samenmantel (Arillus), da es Früchte per definitionem nur bei Bedecktsamigen Pflanzen geben kann.

## Ökologie
Die Ausbreitung des Pollens erfolgt über den Wind (Anemophilie). Die Samen werden hauptsächlich von Vögeln ausgebreitet, die den fleischigen Samenmantel verzehren und den Samen später wieder ausscheiden (Endochorie). Die Keimung erfolgt epigäisch, es sind zwei Keimblätter vorhanden.

## Inhaltsstoffe
Die meisten Eibenarten, darunter die Europäische Eibe (Taxus baccata), enthalten stark toxische Alkaloide, vor allem das sehr giftige Taxin, das nach dieser Gattung benannte Eibengift. Giftig sind Rinde, Nadeln und Samen des Baumes. Der rote Samenmantel enthält dagegen selbst keine Giftstoffe und wird von Vögeln gefressen. Taxin führt bei Mensch und Tier zu heftigen Krampfanfällen bis hin zum Tod. Fälle von tödlichen Vergiftungen durch Eiben sind von Menschen, Rindern und Pferden bekannt.
Ab 50 Gramm Nadeln, bzw. einem Auszug aus 50 Nadeln wird eine Vergiftung kritisch. Bei Pferden kann eine Vergiftung bereits nach 5 Minuten tödlich enden, beim Menschen nach ca. 2 bis 12 Stunden. Insbesondere die Pazifische Eibe (Taxus brevifolia) enthält Paclitaxel (Taxol), das zur Behandlung von Brust- und Eierstockkrebs eingesetzt wird. Auch das Vorkommen von Ecdysteron wurde mehrfach beschrieben.

## Vorkommen

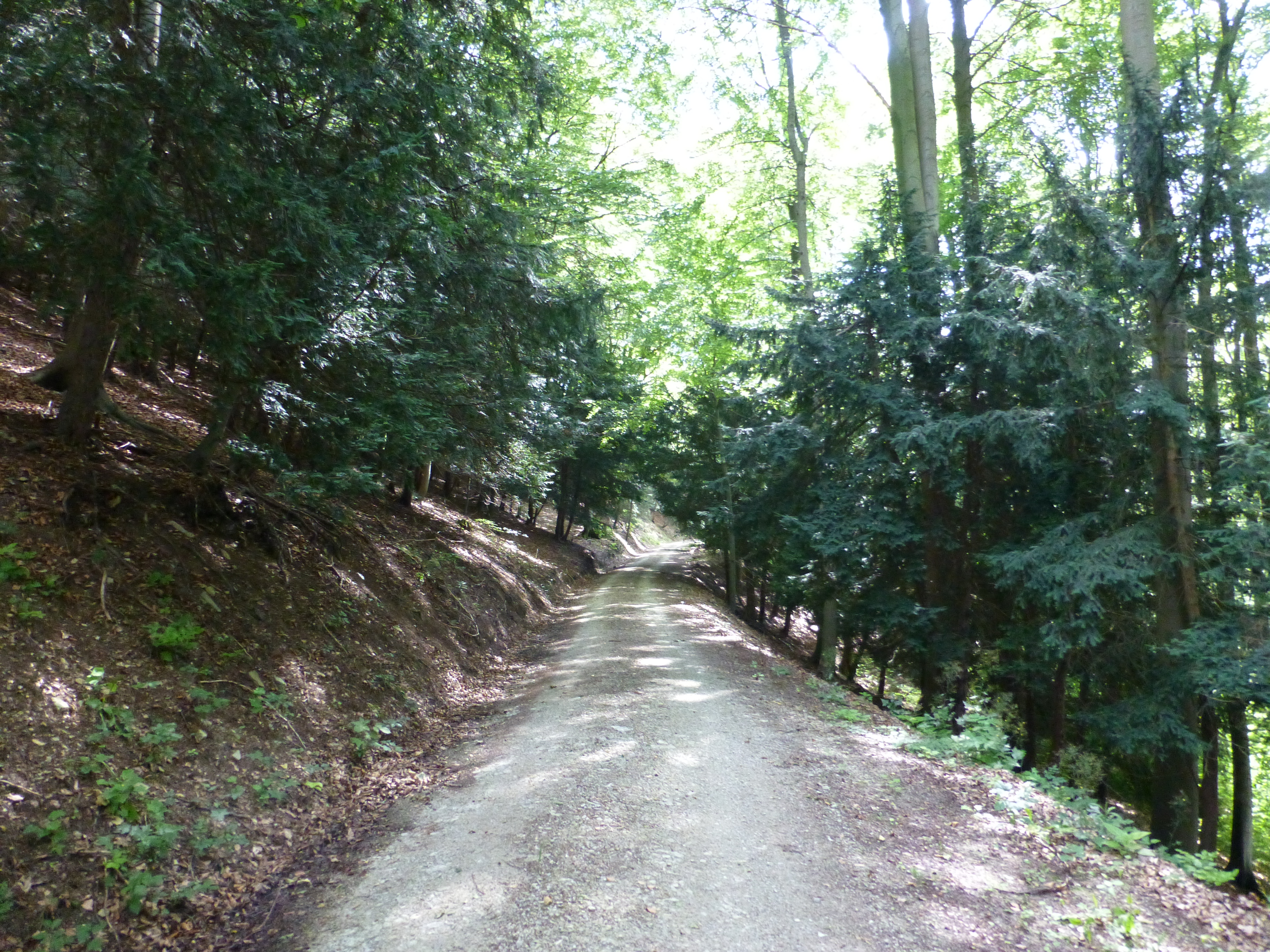
Eibenlehrpfad im Lengenberg bei Fürstenhagen im Eichsfeld

Die Eiben-Arten sind hauptsächlich in der gemäßigten Zone der Nordhalbkugel verbreitet. In der Neuen Welt erreichen sie südwärts noch Mexiko, Guatemala und El Salvador. In Südostasien sind sie in tropischen Gebirgswäldern vertreten und überschreiten auf Celebes den Äquator. Während sie im Norden ihres Verbreitungsgebietes in tieferen Lagen vorkommen, erreichen sie in den Tropen Höhenlagen von 3000 Meter.
Die Europäische Eibe (Taxus baccata) war ursprünglich in Deutschland rund um die Bergregionen verbreitet. Im Jahr 1568 unterrichtete Herzog Albrecht den Kaiserlichen Rat in Nürnberg, dass sich in ganz Bayern keine hiebreife Eibe mehr befinde. Der Grund dafür war, dass aus dem Holz der Eiben die englischen Langbögen hergestellt wurden. Von Nürnberg aus wurden sie zu Tausenden als früher Exportschlager nach Antwerpen verschifft. Der Paterzeller Eibenwald hat sich als kleines Eibenwaldrelikt im ehemaligen Klosterforst von Wessobrunn bis heute erhalten, ebenso im Naturwaldreservat Eibenwald bei Gößweinstein. Weitere größere Vorkommen befinden sich in Süd-Niedersachsen nahe Bovenden nördlich von Göttingen, in Thüringen im Eichsfeld, im Ibengarten bei Dermbach in der Rhön, und im Naturschutzgebiet Dissau und Steinberg bei Rudolstadt.
Im Obereichsfeld sind zahlreiche Eibenbestände am Lengenberg westlich von Lutter (4500), im Heiligenstädter Stadtwald (2500), Auf dem Stein/Rachelsberg (1370), im Küllstedter Grund (1300), Faulungen (920), im Ohmgebirge/Bleicheröder Berge (2500) und weiteren Standorten mit insgesamt etwa 12000 Eiben nachgewiesen. Auf dem Lengenberg wurde ein Eibenlehrpfad eingerichtet.
Von europäischer Bedeutung ist der Eibenbestand auf dem Schweizer Uetliberg, wo die Stadt Zürich einen Eibenlehrpfad einrichtete.
Eiben wachsen in der Strauchschicht feuchter Wälder oder bilden einen Teil der Kronenschicht.
Ortsnamen mit dem Bestandteil „ib“ und Flur-/Bergnamen (wie Iberg oder Ibenkuppe) weisen auf frühere Eibenbestände hin, zum Beispiel Unteribental oder Unteriberg.

## Systematik

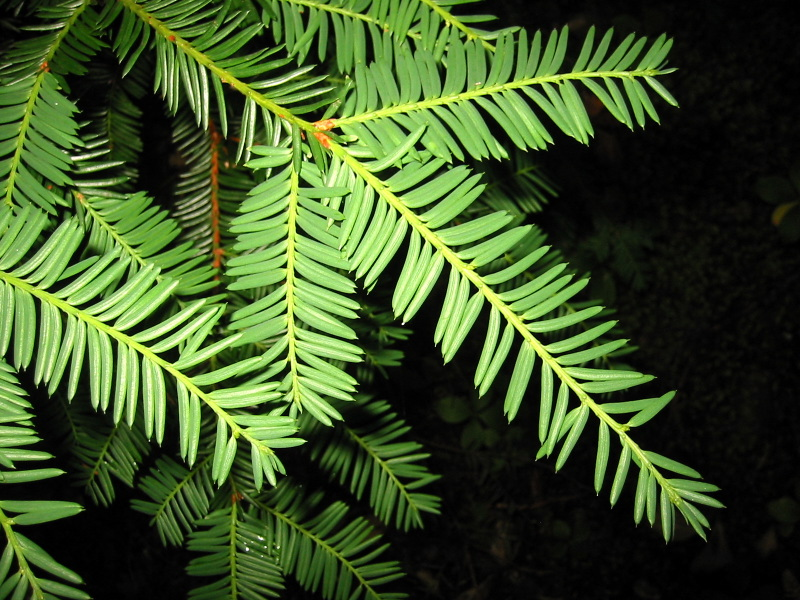
Pazifische Eibe (Taxus brevifolia)

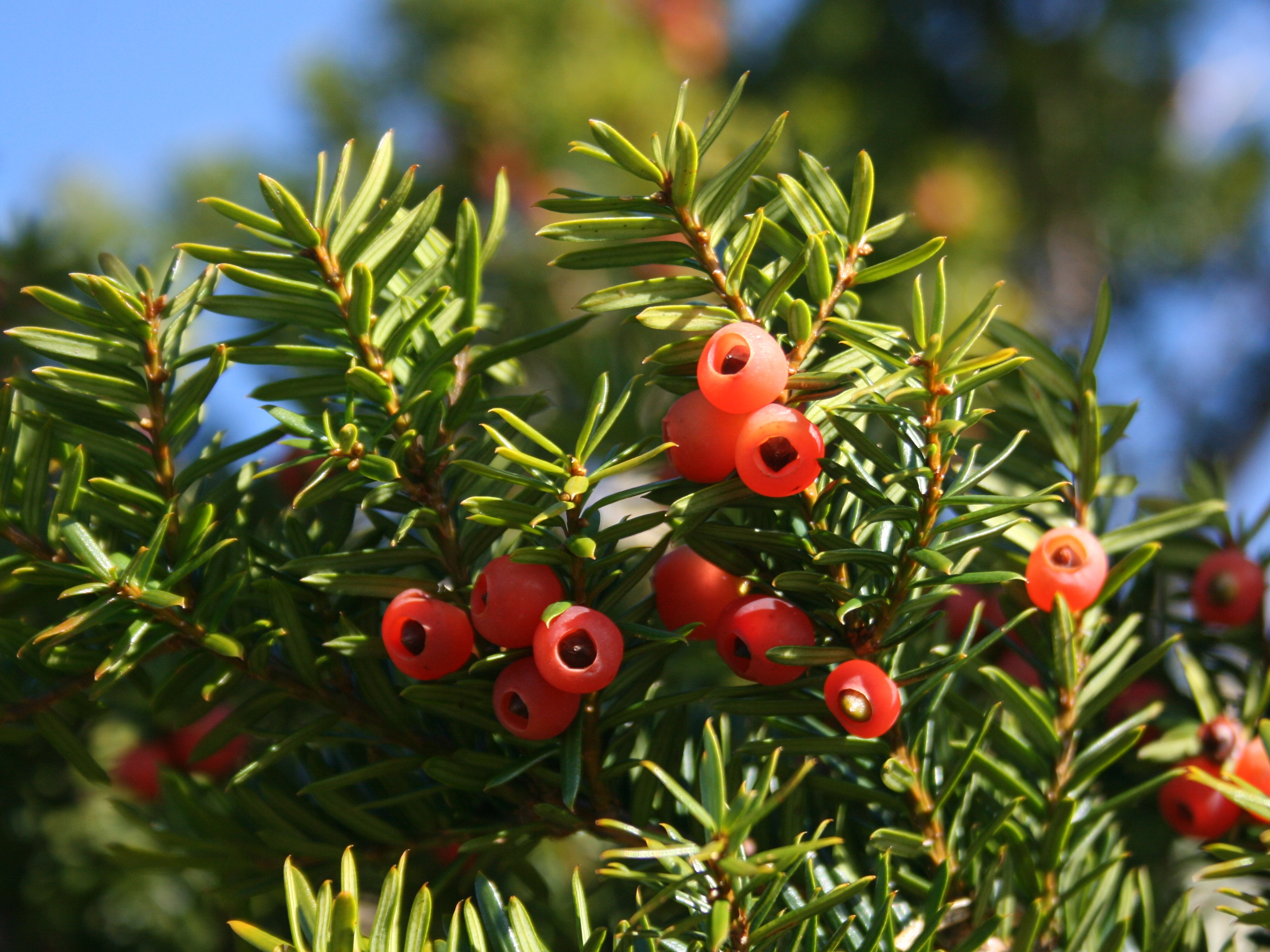
Japanische Eibe (Taxus cuspidata)

Die Gattung Taxus wurde durch Carl von Linné aufgestellt. Der wissenschaftliche Gattungsname Taxus wird etymologisch hergeleitet über persisch تخش, DMG taḫš, für ‚Armbrust, Pfeil‘ und altgriechisch τόξον tóxon für ‚Pfeilbogen‘ (für deren Herstellung sich Eibenholz besonders eignet) mit (vielleicht beiden Wörtern zugrundeliegendem) skythisch *taχša- ‚verbunden‘ sowie mit dem nicht näher bestimmbaren altindischen Baumnamen takṣaka-.
Die systematische Abgrenzung der Arten und Varietäten innerhalb der Gattung ist schwierig und bei den Autoren teils unterschiedlich. Aljos Farjon unterscheidet folgende Arten:
- Europäische Eibe, auch Gemeine Eibe genannt (Taxus baccata L.)[22][23][24][2]
- Pazifische Eibe (Taxus brevifolia Nutt.): Sie ist im westlichen Nordamerika vom südöstlichen Alaska über die kanadischen Provinzen British Columbia sowie Alberta bis zu den US-Bundesstaaten Montana, Idaho, Oregon, Washington sowie Kalifornien verbreitet.[5][4]
- Taxus calcicola L.M.Gao & Mich.Möller: Sie wurde 2016 erstbeschrieben und kommt vom südöstlichen Yunnan, nordöstlichen sowie südwestlichen Guizhou bis ins nördliche Vietnam (in Laocai, Son La, Hòa Bình sowie Hà Giang) vor.[25]
- Kanadische Eibe (Taxus canadensis Marshall): Sie ist im zentralen bis östlichen Nordamerika von den kanadischen Provinzen südöstliches Manitoba, Ontario, Québec, Prince Edward Island, New Brunswick, Nova Scotia, Neufundland bis zu den US-Bundesstaaten Connecticut, Illinois, Indiana, Iowa, Kentucky, Maine, Massachusetts, Michigan, Minnesota, New Hampshire, New York, Ohio, Pennsylvania, Rhode Island, Tennessee, Vermont, Virginia, Wisconsin sowie West Virginia verbreitet.[5][4]
- Chinesische Eibe (Taxus chinensis (Pilg.) Rehd.): Sie kommt in China vor.[5]
- Taxus contorta Griff.Sie kommt in Afghanistan, im nördlichen Pakistan, im zentralen bis westlichen Nepal, in den indischen Bundesstaaten Himachal Pradesh, Jammu und Kashmir sowie Uttar Pradesh und im südwestlichen Tibet (nur in der Region Jilong).[5]
- Japanische Eibe (Taxus cuspidata Sieb. & Zucc.):[5] Es gibt zwei Varietäten.
  - Taxus cuspidata Sieb. & Zucc. var. cuspidata (Syn.: Cephalotaxus umbraculifera Sieb. ex Endl., Taxus baccata var. microcarpa Trautv., Taxus baccata var. cuspidata (Sieb. & Zucc.) Carr., Taxus cuspidata var. microcarpa (Trautv.) Kolesn., Taxus cuspidata var. umbraculifera (Sieb. ex Endl.) Makino, Taxus cuspidata var. latifolia (Pilg.) Nakai): Sie kommt in den chinesischen Provinzen Heilongjiang, östlichen Jilin, Liaoning, Shaanxi, in Korea, Japan (Hokkaido, Honshu, Kyushu, Shikoku), auf den Kurilen und in Russlands Fernem Osten in der Region Primorje sowie Sachalin vor.[3]
  - Taxus cuspidata var. nana Rehder (Syn.: Taxus cuspidata f. nana (Rehder) E.H.Wilson): Sie wächst als Zwergstrauch und ihre Nadeln erwecken nicht den Eindruck zweireihig angeordnet zu sein. Es ist wenig über diese Varietät bekannt. Sie kommt in Russlands Fernem Osten (Region Primorje sowie Sachalin) und auf der japanischen Insel Honshu vor.[26]
- Florida-Eibe (Taxus floridana Nutt. ex Chapman): Dieser seltene Endemit gedeiht an feuchten und schattigen Standorten in Hartholz-Wäldern entlang des Appalachicola River in Höhenlagen von 15 bis 30 Metern nur in Florida.[5][4]
- Taxus florinii Spjut: Sie wurde 2007 erstbeschrieben und kommt im südwestlichen Sichuan und im nordwestlichen Yunnan vor.[27] Sie wird von manchen Autoren als Synonym zu Taxus wallichiana gestellt.
- Mexikanische Eibe (Taxus globosa Schltdl.): Sie kommt von den mexikanischen Bundesstaaten Nuevo León, Tamaulipas, San Luis Potosí, Veracruz, Querétaro, Hidalgo, Tlaxcala, Puebla, Oaxaca über Guatemala und Honduras bis El Salvador vor.[5]
- Himalaja-Eibe (Taxus wallichiana Zucc.):[5] Es gibt mehrere Varietäten:[3]
  - Taxus wallichiana var. chinensis (Pilg.) Florin (Syn.: Taxus baccata var. chinensis Pilg., Taxus chinensis (Pilg.) Rehder): Sie ist im nördlichen Vietnam und in den chinesischen Provinzen Anhui, Fujian, Gansu, Guangxi, Guizhou, Hubei, Hunan, Shaanxi, Sichuan, Yunnan sowie Zhejiang verbreitet.[3]
  - Taxus wallichiana var. mairei (Lemée & H.Lev.) L.K.Fu & Nan Li (Syn.: Taxus chinensis var. mairei (Lemée & H.Lév.) W.C.Cheng & L.K.Fu, Taxus mairei Lemée & H.Lév.): Sie ist im nordöstlichen Indien, Laos (unsicher), Myanmar, Vietnam, Taiwan und in den chinesischen Provinzen Anhui, Fujian, Gansu, Guangdong, Guangxi, Guizhou, Henan, Hubei, Hunan, Jiangxi, Shaanxi, Sichuan, Yunnan sowie Zhejiang verbreitet.[3]
  - Taxus wallichiana Zucc. var. wallichiana (Syn.: Taxus contorta Griff., Taxus yunnanensis W.C.Cheng & L.K.Fu): Sie ist in Indien, Nepal, Bhutan, Myanmar, Vietnam, Tibet und die chinesischen Provinzen Sichuan sowie Yunnan verbreitet.[3]

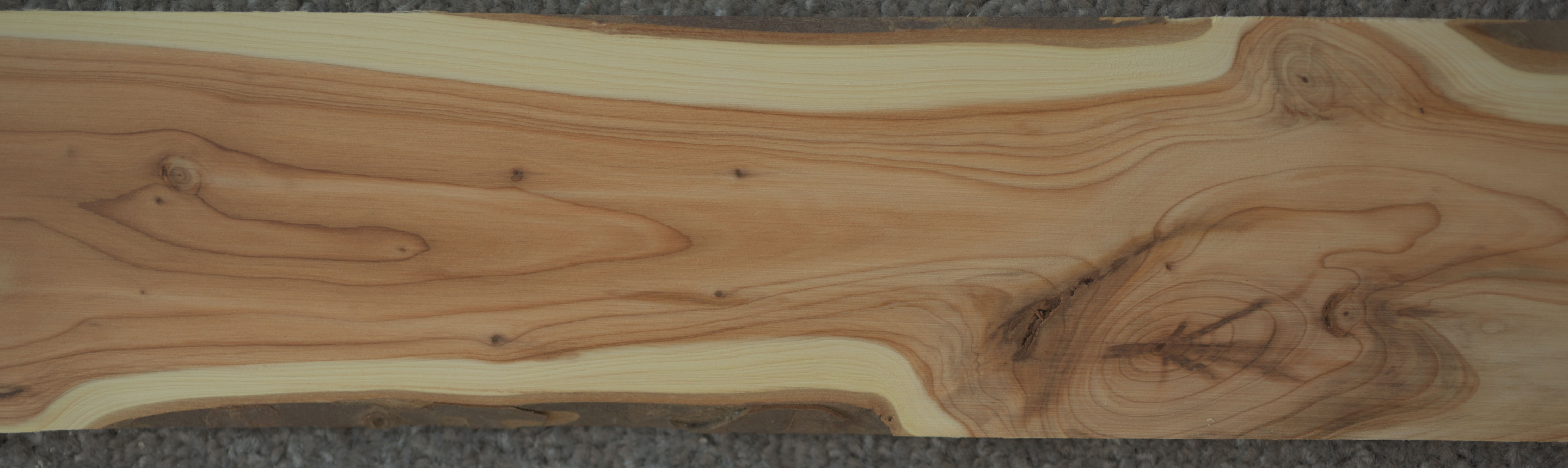
Geschliffenes Eibenholz-Brett 8 × 34 cm

## Nutzung
Es gibt zahlreiche Kreuzungen. Die bekannteste Kreuzung ist die Hybrid-Eibe (Taxus ×media Rehder), eine 1900 in Massachusetts entstandene Kreuzung aus Taxus baccata und Taxus cuspidata. Ihre breit säulenförmig wachsende Zuchtform ‘Hicksii’ wird relativ häufig in Parks und Gärten verwendet.
Das selten im Handel erhältliche Holz der Europäischen und der Pazifischen Eibe ist relativ hart, sehr zäh und elastisch. Es wird überwiegend für Drechselarbeiten, daneben für Furniere, den Bau von Musikinstrumenten und seit alter Zeit für die Herstellung von Bögen verwendet.
Das rote Fruchtfleisch, welches die Samen umgibt, ist essbar und sehr süß, die darin enthaltenen Samen sind, wie der Rest der Eibe, tödlich giftig.